# Józef Michalik
Józef Michalik (Zambrów, 20 aprile 1941) è un arcivescovo cattolico polacco, dal 30 aprile 2016 arcivescovo emerito di Przemyśl.

## Biografia

### Formazione
Józef Michalik è nato il 20 aprile 1941 a Zambrów, nel Voivodato della Podlachia, in Polonia. Dopo aver compiuto gli studi primari, si è iscritto alla scuola superiore, dove nel 1958, all'età di diciassette anni, si è diplomato. In seguito ha deciso di seguire la sua vocazione sacerdotale, ed è così entrato nel Seminario Maggiore di Łomża, che in seguito verrà dedicato a Papa Giovanni Paolo II. Lì si è diplomato nel 1964, all'età di venticinque anni, ed è stato ordinato presbitero il 23 maggio dello stesso anno per mano di Czesław Falkowski, vescovo di Łomża.
Nel 1965, si è iscritto presso l'Akademia Teologii Katolickiej di Varsavia, ora dedicata al cardinale Stefan Wyszyński, dove è rimasto per quattro anni nel campo della teologia dogmatica. Nel 1969 si è trasferito a Roma, dove ha studiato presso la Pontificia università "San Tommaso d'Aquino", dove nel 1972 ha conseguito un dottorato in teologia.

### Ministero sacerdotale
Dal 1964 al 1965, è stato parroco della parrocchia di Jelonki, collocata vicino al comune polacco di Ostrów Mazowiecka. Mentre si trovava a Varsavia per compiere i suoi studi di formazione, è stato assistente parrocchiale presso la parrocchia della Divina Provvidenza.
Nel 1973, dopo aver terminato gli studi a Roma, è ritornato in Polonia, nella diocesi di Łomża, dove è stato vice-cancelliere della Curia diocesana. È stato anche referente per i mezzi di comunicazione, e successivamente direttore del mensile diocesano "Rozporządzenia Urzędowe Łomżyńskiej Kurii Diecezjalnej". Allo stesso tempo, ha ricoperto l'incarico di insegnante di teologia dogmatica e omiletica presso il Seminario Maggiore di Łomża, di cui era stato alunno.
Dal 1978 ha lavorato a Roma, nel Pontificio consiglio per i laici, dove nel mese di ottobre del 1985 è diventato capo del dipartimento per i giovani. Ha anche preso parte ai preparativi della Giornata Mondiale della Gioventù 1985, svoltasi a Roma. Ha lavorato nel comitato per la preparazione al Sinodo sulla Famiglia. Inoltre, dal giugno 1978 ha prestato servizio come rettore del Pontificio collegio polacco, mantenendo tale incarico fino alla promozione all'episcopato. Il 27 febbraio 1979, Papa Giovanni Paolo II lo ha insignito del titolo onorifico di Prelato d'onore di Sua Santità.

### Ministero episcopale

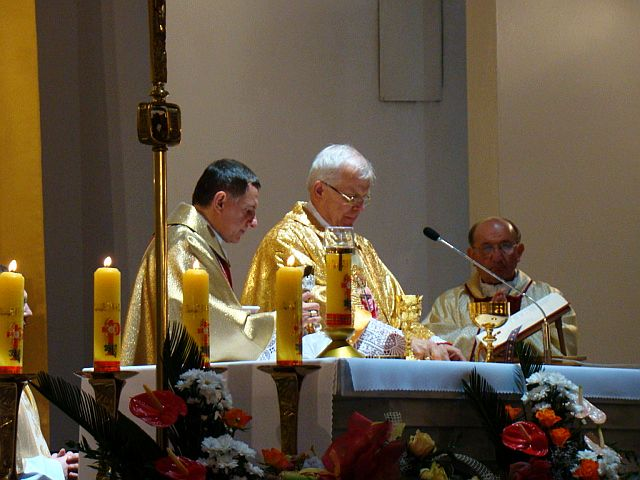
Il vescovo Michalik durante una Celebrazione Eucaristica

Il 1º ottobre 1986, Papa Giovanni Paolo II, dopo la morte del vescovo Wilhelm Pluta, avvenuta il 22 gennaio precedente, ha nominato mons. Michalik quale nuovo vescovo di Gorzów. Al momento della nomina, egli aveva quarantacinque anni. La sua consacrazione episcopale è avvenuta due settimane dopo, il 16 ottobre, nella basilica di San Pietro in Vaticano, per mano dello stesso Giovanni Paolo II, assistito dal cardinale argentino Eduardo Francisco Pironio, allora presidente del Pontificio Consiglio per i Laici, e dal cardinale polacco Henryk Roman Gulbinowicz, arcivescovo di Breslavia. Come suo motto episcopale ha scelto Numine tuo Domine. Il 30 novembre successivo ha preso possesso della diocesi, nella cattedrale dell'Assunzione della Beata Vergine Maria.
Il 25 marzo 1992, in forza della bolla Totus tuus Poloniae populus, emanata da Papa Giovanni Paolo II, la diocesi di Gorzów ha assunto il nome di diocesi di Zielona Góra-Gorzów. Inoltre è entrata a far parte della circoscrizione ecclesiastica dell'arcidiocesi di Stettino-Kamień, mentre prima faceva parte di quella dell'arcidiocesi di Breslavia. In tal modo, mons. Michalik ha assunto il titolo di primo vescovo di Zielona Góra-Gorzów.
Lo stesso giorno della rinuncia per motivi d'età di Ignacy Marcin Tokarczuk, 17 aprile 1993, Papa Giovanni Paolo II ha voluto promuovere mons. Michalik come nuovo arcivescovo di Przemyśl. Il 2 maggio 1993, ha fatto il suo ingresso ufficiale nell'arcidiocesi prendendone possesso nella cattedrale di Przemyśl. Egli ha anche fondato un canale radio diocesano, la "Radio Przemyśl".

### Altri incarichi

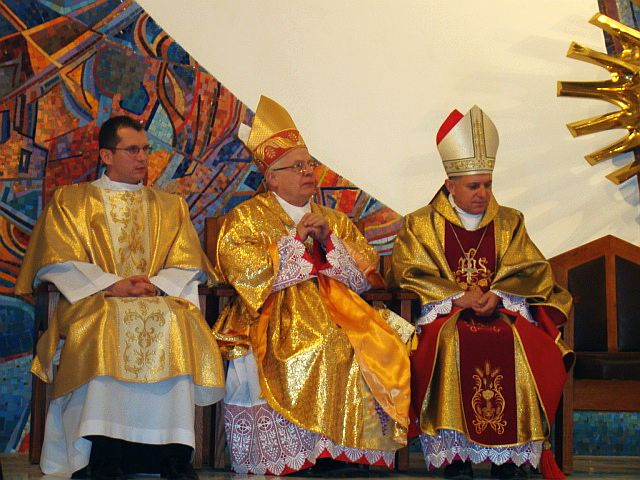
Mons. Michalik (al centro) insieme a Mieczysław Mokrzycki, arcivescovo di Leopoli, durante la messa per l'inaugurazione del monumento a Zygmunt Gorazdowski a Sanok (2010)

All'interno della Conferenza Episcopale della Polonia (C.E.P.) ha assunto molti incarichi. Dal 1987 al 2004, è stato presidente del Comitato Accademico del Ministero. È stato anche presidente del Comitato per l'Azione Cattolica, del Comitato per la Costituzione della Repubblica e del Comitato per le comunità polacche all'estero. Egli è stato inoltre vicepresidente, e successivamente presidente, della Commissione per gli affari generali della Chiesa cattolica in Polonia. Nel 1999 è stato eletto vicepresidente della CEP, venendone poi eletto presidente il 18 marzo 2004. Dopo aver terminato il primo mandato, è stato rieletto il 10 marzo 2009, e ha mantenuto l'incarico fino al 12 marzo 2014, quando gli è subentrato Stanisław Gądecki, arcivescovo di Poznań.
Essendo presidente della Conferenza Episcopale Polacca, è stato membro del Consiglio delle Conferenze dei Vescovi d'Europa (C.C.E.E.). Dal 1994 al 2004, è stato Presidente del Comitato per i Laici all'interno del CCEE. Il 2 ottobre 2011, è stato eletto vicepresidente dello stesso Consiglio. Nel 1989 è stato nominato consultore del Pontificio Consiglio per i Laici. Dal 1990 al 2008 è stato membro della Congregazione per i Vescovi. Ha partecipato al gruppo di lavoro della Segreteria del Sinodo dei Vescovi, con il compito di preparare la Prima Assemblea Speciale per l'Europa del 1991.
Nel 2005, ha firmato una dichiarazione congiunta dei vescovi polacchi e tedeschi, emesso in occasione del 40º anniversario della Lettera dei vescovi polacchi ai vescovi tedeschi, proclamata il 18 novembre 1965, durante l'ultima sessione del Concilio Ecumenico Vaticano II e firmato da 34 vescovi polacchi, tra cui il cardinale Stefan Wyszyński e il futuro Papa Giovanni Paolo II. Il 19 giugno 2005, durante la Santa Messa in Piazza Piłsudski a Varsavia, al termine del terzo Congresso eucaristico, insieme con il cardinale Ljubomyr Huzar, capo della Chiesa greco-cattolica ucraina, ha rivolto una preghiera di riconciliazione. Poi i vescovi di entrambi i riti hanno emesso una lettera pastorale in cui si appellavano ai fedeli per chiedere perdono e riconciliazione reciproca.

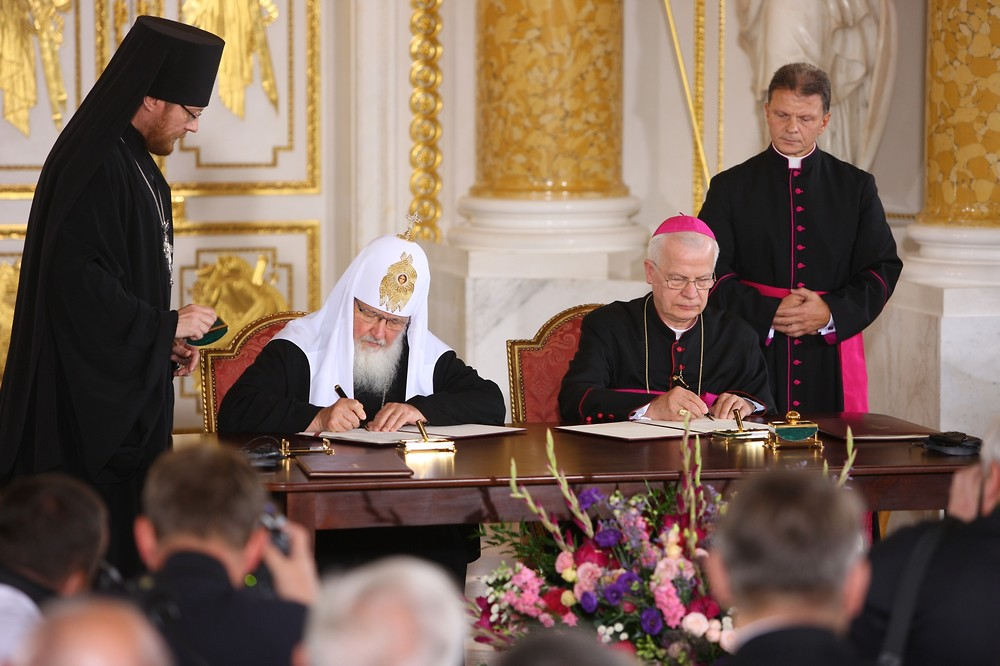
Michalik insieme al Patriarca Cirillo I, mentre firmano un trattato di riconciliazione tra polacchi e russi nel Castello Reale di Varsavia, il 17 agosto 2012

Il 17 agosto 2012, presso il Castello Reale di Varsavia, insieme a Cirillo I, Patriarca ortodosso di Mosca e di tutte le Russie, ha firmato il messaggio delle Chiese ortodosse e la vocazione cattolica per la riconciliazione tra i polacchi e russi. Il 28 giugno 2013, presso la sede del segretariato della Conferenza dell'Episcopato Polacco a Varsavia, insieme a Svjatoslav Ševčuk, subentrato intanto al cardinale Huzar come capo della Chiesa greco-cattolica ucraina, Mieczysław Mokrzycki, presidente della Conferenza Episcopale dell'Ucraina e arcivescovo di Leopoli, e Jan Martyniak, arcieparca di Przemyśl-Varsavia dei greco-cattolici ucraini, ha firmato una dichiarazione con un appello alla riconciliazione tra i polacchi e gli ucraini.
Attualmente, egli appare spesso sui canali di Radio Maria e la stazione radio della sua arcidiocesi, "Radio Przemyśl". È anche uno scrittore regolare del settimanale cattolico "Venerdì".

### Riconoscimenti
Nel corso del suo episcopato, sono stati concesse a mons. Michalik numerose cittadinanze onorarie: Krosno, nel 1998; Łańcut, nel 1999; Zambrów, nel 2003; Przemyśl, nel 2007; Krasiczyn, nel 2010; Jarosław, nel 2011.
Nel 2001, la Towarzystwo Pomocy im. św. Brata Alberta, una società di ente benefico, gli ha conferito una statuetta "Bliźniemu swemu". Nel 2002 è stato insignito della Medaglia Polonia Mater Nostra Est. Gli è stato assegnato il Premio Roman Andrzejewski per l'anno 2013. Il canale televisivo TVP Rzeszów e il quotidiano Super Nowości gli hanno riconosciuto il titolo di "Człowieka Roku 1998 Polski Południowo-Wschodniej". Nel 2007 è stato incorporato nell'ordine dei monaci di San Paolo primo eremita. Il 21 febbraio 2012 è stato insignito di una laurea honoris causa dalla Università Cardinale Stefan Wyszyński di Varsavia.

## Genealogia episcopale e successione apostolica
La genealogia episcopale è:
- Cardinale Scipione Rebiba
- Cardinale Giulio Antonio Santori
- Cardinale Girolamo Bernerio, O.P.
- Arcivescovo Galeazzo Sanvitale
- Cardinale Ludovico Ludovisi
- Cardinale Luigi Caetani
- Cardinale Ulderico Carpegna
- Cardinale Paluzzo Paluzzi Altieri degli Albertoni
- Papa Benedetto XIII
- Papa Benedetto XIV
- Papa Clemente XIII
- Cardinale Enrico Benedetto Stuart
- Papa Leone XII
- Cardinale Chiarissimo Falconieri Mellini
- Cardinale Camillo Di Pietro
- Cardinale Mieczysław Halka Ledóchowski
- Cardinale Jan Maurycy Paweł Puzyna de Kosielsko
- Arcivescovo Józef Bilczewski
- Arcivescovo Bolesław Twardowski
- Arcivescovo Eugeniusz Baziak
- Papa Giovanni Paolo II
- Arcivescovo Józef Michalik

La successione apostolica è:
- Arcivescovo Adam Szal (2000)
- Vescovo Marian Rojek (2006)
- Arcivescovo Wacław Tomasz Depo (2006)
- Vescovo Stanisław Jamrozek (2013)

## Onorificenze
- Cittadino onorario di Krosno
- Cittadino onorario di Łańcut
- Cittadino onorario di Zambrów
- Cittadino onorario di Przemyśl
- Cittadino onorario di Krasiczyn
- Cittadino onorario di Jarosław